# Dimitar Nenow
Dimitar Nenow (auch Dimitar Nenov, bulgarisch Димитър Ненов; * 19. Dezember 1901 in Rasgrad; † 30. August 1953 in Sofia) war ein bulgarischer Komponist.

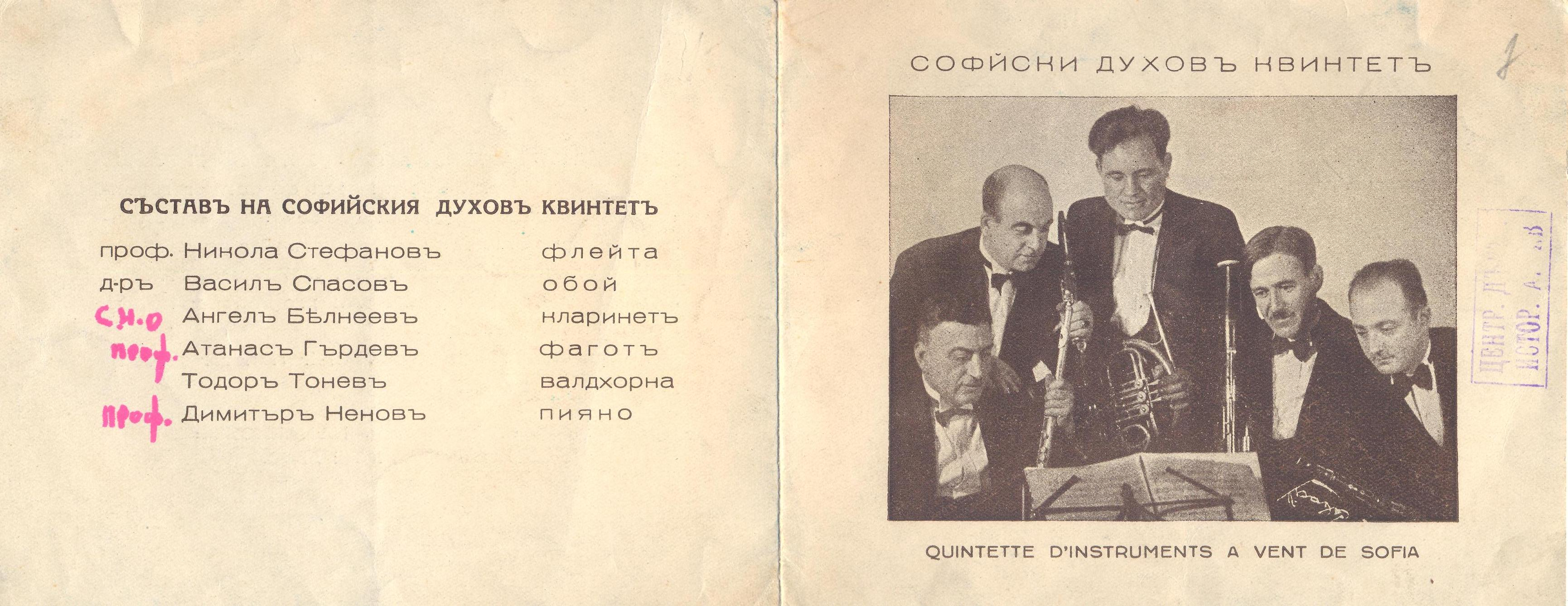
Dimitar Nenow mit dem Sofioter Duchow-Quintett 1934

Nenow studierte Klavier bei Andrej Stojanow. 1920 ging er nach Dresden, um an der Technischen Hochschule Architektur zu studieren. Zugleich nahm er am Konservatorium der Stadt Klavierunterricht bei Karl Fehling und Unterricht in Musiktheorie und Komposition bei Theodor Blumer und Paul Büttner. Zwischen 1925 und 1927 war er musikalischer Leiter des Thea-Jolles-Balletts.
Nach dem Abschluss seines Studiums kehrte Nenow 1927 nach Bulgarien zurück und arbeitete bis 1930 als Architekt beim Bauministerium, außerdem von 1929 bis 1932 bei der Eisenbahndirektion. 1931 vervollkommnete er seine Klavierausbildung bei Egon Petri in Zakopane, eine Ausbildung am Konservatorium von Bologna beendete er im Folgejahr.
1933 gehörte Nenow zu den Gründungsmitgliedern der Gesellschaft für zeitgenössische Musik in Sofia, deren Sekretär und Schatzmeister er wurde. Daneben gab er Klavierunterricht und leitete Mitte der 1930er Jahre ein privates Konservatorium. 1943 wurde er Klavierprofessor an der Staatlichen Musikakademie. Zu seinen Schülern zählten u. a. Lasar Nikolow und Stefan Remenkow.
Als Klaviersolist trat Nenow außer in Bulgarien u. a. auch in Dänemark, Deutschland, Italien, Rumänien, Tschechoslowakei, Ungarn, Polen, Griechenland, Syrien, Palästina und Ägypten auf. Zwischen 1937 und 1947 leitete er ein Klaviertrio mit dem Geiger Christo Obreschkow (Hristo Obreshkov) – später ersetzt durch Petar Christoskow (Petar Hristoskov) – und dem Cellisten Konstantin Popow. Als Kammermusiker trat er auch mit dem Geiger Wladimir Awramow (Vladimir Avramov) auf. Im kommunistischen Regime ab 1944 wurde ihm zeitweise „westlicher Modernismus“ vorgeworfen. Später wurde er rehabilitiert und 1952 mit dem Dimitroff-Preis ausgezeichnet.
Nenow komponierte u. a. eine Sinfonie, eine Ballade und vier Suiten für Orchester, ein Klavierkonzert und zwei Balladen für Klavier und Orchester, eine sinfonische Dichtung für Solisten, Chor und Orchester, Orchesterlieder, Kammermusik und Klavierwerke. Stilistisch verband er Elemente der bulgarischen Volksmusik mit Einflüssen der Spätromantik und der frühen Moderne im Gefolge von Alexander Skrjabin.